# Зарубин, Павел Алексеевич
Па́вел Алексе́евич Зару́бин (10 (22) мая 1816, посад Пучеж, Костромская губерния — 31 июля (12 августа) 1886, Санкт-Петербург) — русский механик-самоучка, изобретатель и писатель. Получил известность благодаря созданию ряда оригинальных приборов, в том числе планиметра, и литературным произведениям, оказавшим влияние на творчество А. М. Горького.

## Биография

### Ранние годы
Родился в посаде Пучеж Юрьевецкого уезда Костромской губернии в семье мещанина Алексея Яковлевича Зарубина. Сам Зарубин считал датой своего рождения 10 мая 1816 года, однако по метрическому свидетельству, выданному Костромской духовной консисторией в 1853 году, он родился 19 апреля 1816 года. Не имея возможности получить формальное образование, овладел знаниями самостоятельно, причём вынужден был скрывать свои занятия от домашних, «мало понимавших пользу науки».
Первым его увлечением стала живопись. В 1830 году после смерти от холеры отца, а затем и старшего брата, Павел унаследовал их дело по перевозке торговых грузов по Волге на двух семейных барках. Однако дело не принесло успеха: одну барку пришлось заложить, а вторая затонула в 1841 году при перевозке пшеницы. Оказавшись в тяжёлом материальном положении, Зарубин пытался зарабатывать на жизнь как мебельщик и часовой мастер, но найти в Пучеже ценителей его оригинальных работ было трудно.

### Служба и изобретательская деятельность
15 августа 1841 года Зарубин подал прошение костромскому губернатору Н. И. Жукову о зачислении на государственную службу в качестве землемера, ссылаясь на указ, разрешавший принимать на эти должности представителей податных сословий. 17 декабря 1842 года, после сдачи экзамена, был зачислен старшим чертёжником в Костромскую губернскую чертёжную, а 4 сентября 1843 года назначен младшим землемерным помощником.
На службе столкнулся с противодействием начальства. В 1846 году, находясь в конфликте с губернским землемером А. Я. Трояновым, который не признавал его изобретений из-за отсутствия у Зарубина формального образования, он обратился напрямую к главному директору Межевого корпуса М. Н. Муравьёву. Зарубин просил разрешения представить свои изобретения — «транспортир» и «ручной планиметр». Муравьёв поддержал изобретателя, а конфликт с Трояновым закончился смещением последнего с должности и преданием суду за «корыстолюбие».
С 1847 года занимался межеванием в Буйском уезде. В 1852 году был арестован по обвинению в произволе при межевании казённых земель, но впоследствии оправдан. Посредник Специального межевания С. П. Шестинский так характеризовал его: «Характер поведения и здравый ум, дают ему полное уважение от всех дворян и всех землевладельцев. Бескорыстие господина Зарубина при его тяжёлой и невыносимой бедности удивительно».
6 марта 1853 года по представлению Муравьёва был допущен к исполнению должности костромского губернского землемера. 12 марта 1854 года при его же содействии назначен старшим землемерным помощником в Межевую канцелярию в Москве. В этот период его изобретательская деятельность получила первое официальное признание: Императорская Академия наук присудила ему две Демидовские премии (в 1854 и 1856 годах) за создание приборов для нужд землемеров. Несмотря на это, служба в Москве, вдали от семьи, и тяжёлое материальное положение тяготили его, и в декабре 1856 года он просил об отставке.
10 апреля 1858 года был назначен старшим помощником землемера в Чертежную Департамента уделов и направлен в Старорусский уезд. С этого времени начался петербургский период его жизни. Уволившись со службы 26 января 1860 года, он сосредоточился на литературной деятельности.
8 июля 1864 года по приглашению министра А. А. Зеленого вновь поступил на службу в Сельскохозяйственный музей Министерства государственных имуществ. В 1866 году был награждён орденом Св. Владимира 4-й степени «за полезные изобретения и усовершенствования в области межевого искусства и механики». В 1866–1867 годах Вольное экономическое общество удостоило его двух золотых медалей за насосы различных конструкций.

### Литературная деятельность и влияние на Горького
В 1861–1864 годах в журналах «Библиотека для чтения» и «Эпоха» публиковались его литературные произведения: роман «Жизнь» и его продолжение «Торговая Волга», повести «Мещанская женитьба», «Русский самородок». Эти работы стали предвестниками главного произведения Зарубина — автобиографического романа «Темные и светлые стороны русской жизни», изданного в 1872 году. Роман получил положительный отзыв И. С. Тургенева, который заявил, что «не знает более правдивого, более точного и полного по богатству и непосредственности наблюдений, беллетристического изображения мещанской среды и жизни».
Роман Зарубина сыграл особую роль в творческой биографии А. М. Горького. Горький признавался литературоведу В. А. Десницкому, что если и учился у кого-нибудь как писатель, «то, пожалуй, только у Зарубина». По его словам, благодаря этой книге тёмные стороны действительности стали для него «понятней и противней». Упоминание романа встречается в повести Горького «Жизнь Матвея Кожемякина». В 1930-е годы в основанном Горьким издательстве «Academia» велась подготовка к переизданию романа Зарубина, однако оно так и не состоялось, и писатель оказался незаслуженно забыт.

### Последние годы
Несмотря на признание, Зарубин испытывал глубокое разочарование, так как большинство его идей не было реализовано. В статье «Вопрос о привилегиях в России» (1881) он с горечью писал, что вынужден был уничтожить кипы чертежей и вычислений «как ненужный хлам». В 1883 году он издал «Краткий список» своих изобретений, пытаясь привлечь к ним интерес общества.
23 апреля 1883 года Зарубин уволился в отставку с «усиленной пенсией» в 466 рублей в год. До конца жизни продолжал заниматься опытами, в частности, работал над созданием ртутных весов. Тяжёлая болезнь — рак печени — не дала ему завершить эту работу. Павел Алексеевич Зарубин скончался 31 июля 1886 года и был похоронен на Волковом православном кладбище в Санкт-Петербурге.

## Изобретения
За свою жизнь Зарубин разработал множество приборов и механизмов, многие из которых имели прикладное значение.
Реализованные и отмеченные наградами:
- Планиметр-самокат (1854) — прибор для точного измерения площадей на планах. Удостоен Демидовской премии.
- Многосильный гидропульт (1866) — мощный насос, отмеченный золотой медалью Вольного экономического общества.
- Водоподъёмник (1867) — также удостоен золотой медали ВЭО.
- Сельскохозяйственный пожарный насос (1882) — простая и дешёвая конструкция, отмеченная серебряной медалью на Всероссийской промышленно-художественной выставке[9].

Нереализованные проекты (из «Краткого списка» 1883 года):
- Математическое обоснование устройства летательных машин и подводных лодок.
- Способы транспортировки скоропортящихся грузов в вагонах.
- Устройство весов, способных без гирь и рычагов взвешивать грузы до тысячи пудов.
- Навигационные и геодезические приборы[9].

## Память
- В память о Зарубине Вольное экономическое общество учредило золотую медаль его имени.
- Именем П. А. Зарубина названа одна из улиц в его родном городе Пучеже[10].

## Семья
- Сын, Николай Павлович Зарубин (1845–1909) — управляющий Уфимской казённой палатой в 1890—1909 годах[источник?].
- Внук, Николай Николаевич Зарубин (1893—1942) — филолог и литературовед[источник?].